# 汪达尔王国

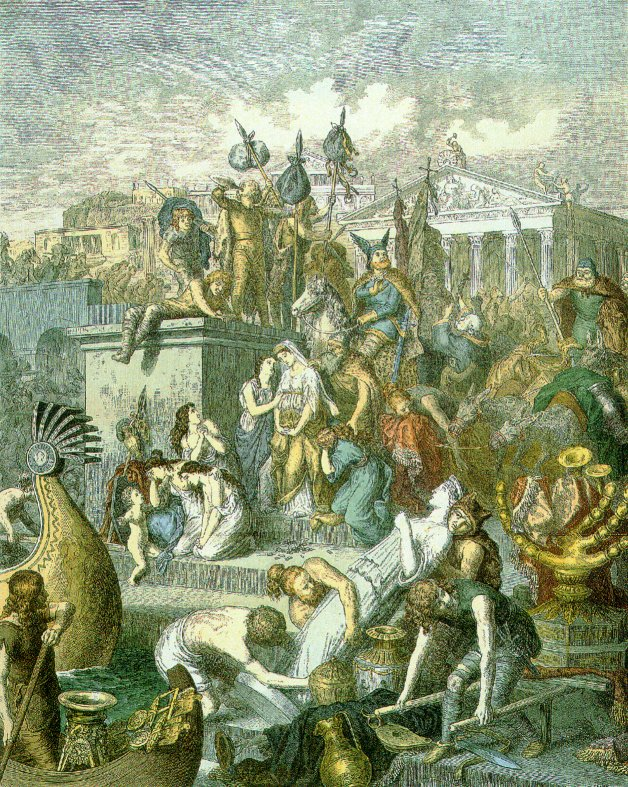
彩色版画：455年盖萨里克率领的汪达尔-阿兰军队洗劫罗马，画家是Heinrich Leutemann（1824年－1904年），绘于1860－80年间

汪达尔王国（拉丁語：Regnum Vandalorum），又称汪达尔和阿兰王国（Regnum Vandalorum et Alanorum），是439年—534年存在于北非的一个国家。

## 扩张

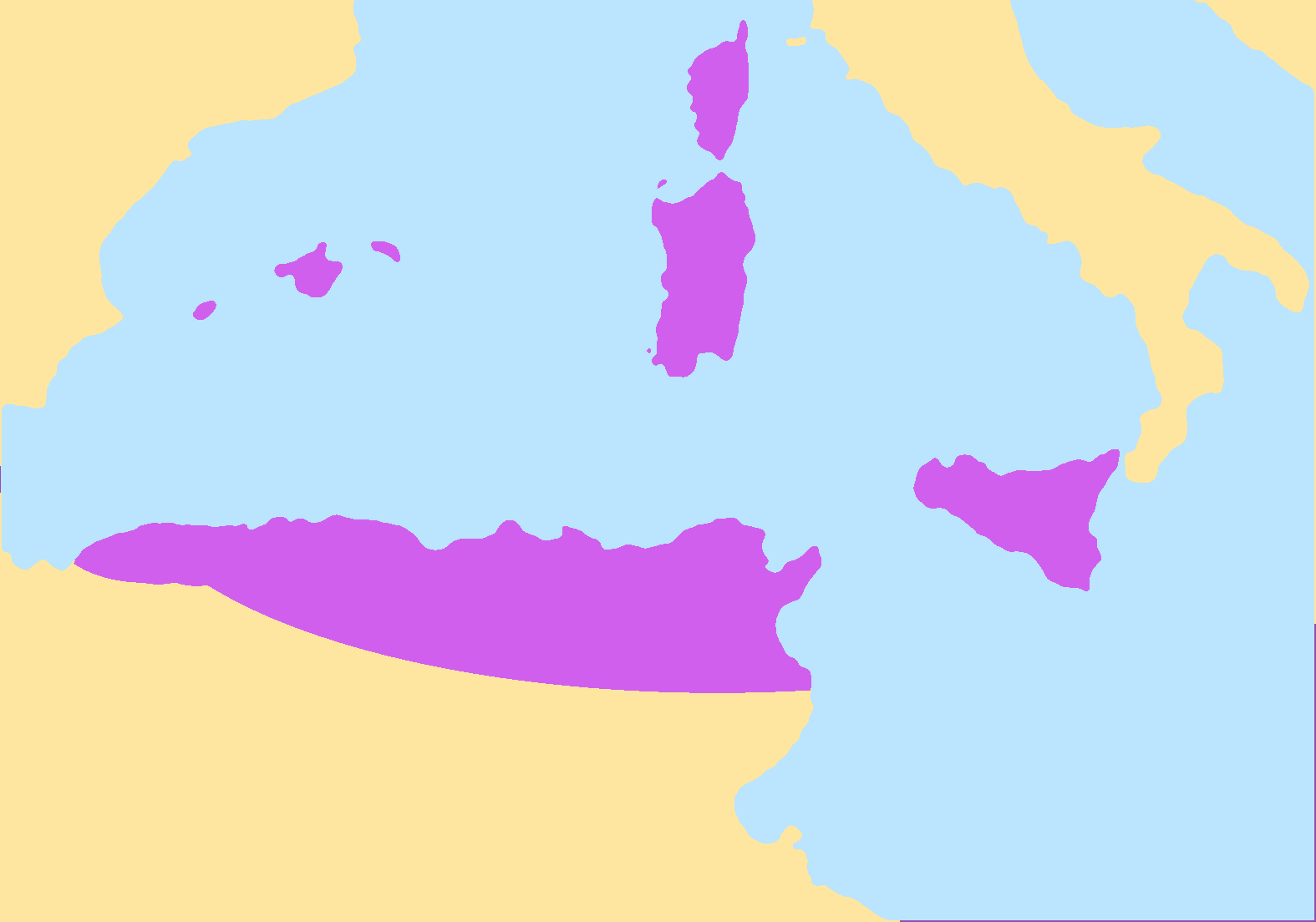
王國最盛時疆域（紫色），約476年

汪达尔战争示意图

在盖萨里克统治下，汪达尔-阿兰王国继续扩张，占领了西西里岛、撒丁岛、科西嘉岛和巴利阿里群島，还不断骚扰东、西罗马帝国的地中海沿岸。匈人皇帝阿提拉于453年去世后，罗马帝国与汪达尔-阿兰王国的关系进一步恶化。455年，汪达尔-阿兰的军队攻陷罗马城，从6月2日开始杀掠全城长达两个星期，并掠去皇后尤多西娅（Eudoxia）和两名公主。7年后，这三人才被东罗马帝国皇帝列奥一世赎出。一名公主Eudocia早与盖萨里克之子胡内里克订婚，留在了北非，其子希尔德里克是第五任国王。

## 宗教矛盾

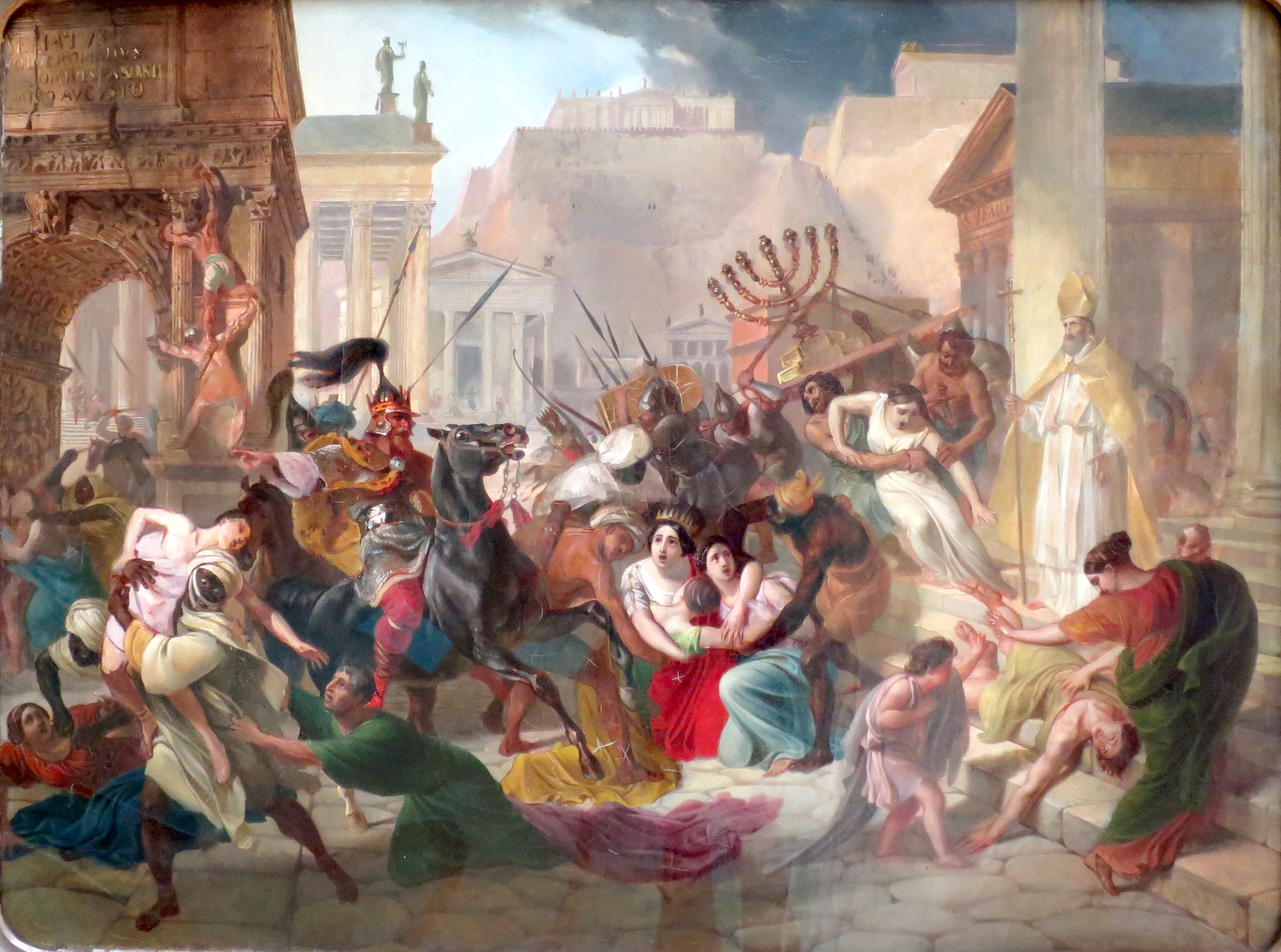
洗劫罗马

汪达尔人主要信奉基督教的阿里烏教派，与国内的天主教信奉者之间有宗教矛盾。矛盾的程度又与王国与东、西罗马帝国的关系相关。虽然汪达尔-阿兰王国很少公开禁止天主教，除了希尔德里克在任期间，对天主教教徒和教士的歧视和迫害都多少存在。例如解散修道院、没收教会财产，禁止向汪达尔人传教，流放教士，禁止天主教徒担任政府官员等。

## 没落和灭亡
477年1月25日，盖萨里克去世之后，王国的势力逐渐低落。按他定的继承制度，由族内最年长的男子继任。其长子胡内里克（Huneric，477－484年在位）登基后以迫害天主教徒的严酷而著名。下一任国王古萨蒙德（Gunthamund）是盖萨里克之孙，胡内里克之侄，于484－496年在位。他在位期间和天主教教会达成了一定和解，但在与東哥德人的冲突中失去了在西西里岛的很多领土，王国并受到北非摩尔人的压力。古萨蒙德去世后，由其弟色雷萨蒙德（Thrasamund，496－523年在位）继任，再一次掀起迫害天主教徒的运动。
523年继位的倒数第二位国王希尔德里克（Hilderic，胡内里克之子，523－530年在位）在任期间，天主教徒逐步获得了宗教自由。这一过程并得到东罗马帝国的支持。但他对战争不感兴趣，遂把军权交给族人霍莫（Hoamer）掌管。后来霍莫在与摩尔人的战争中战败。530年，不满希尔德里克扶植天主教的王族成员乘机率众发动政变，将希尔德里克废黜并投入监狱。王位由他的堂弟盖利默（530－534年在位）继承。
希尔德里克的盟友，东罗马帝国皇帝查士丁尼一世向盖利默提出抗议，要求其归还王位，未遂。查士丁尼一世向汪达尔-阿兰王国宣战，计划趁机占领北非领土。533年，贝利撒留率领的东罗马军队在突尼斯登陆，盖利默听说此消息后，处死了希尔德里克。同年夏天，双方在迦太基以南展开战斗。开始汪达尔-阿兰军队占了上风，但盖利默看到自己的侄子战死，突然失去勇气转身逃跑，遭到贝利撒留追击，迦太基陷落。随后汪达尔的军队逐步后退。534年，盖利默向罗马军队投降，汪达尔-阿兰王国灭亡，王国在北非的领土成为一个罗马行省。

## 历代国王
1. 盖萨里克（428年－477年在位）
2. 胡内里克（477年－484年在位）
3. 古萨蒙德（484年－496年在位）
4. 色雷萨蒙德（496年－523年在位）
5. 希尔德里克（523年－530年在位）
6. 盖利默（530年－534年在位）